# 西吉斯蒙德 (神圣罗马帝国)
盧森堡的西吉斯蒙德（德語：Sigismund von Luxemburg，1368年2月15日—1437年12月9日）是卢森堡王朝的神聖羅馬帝國皇帝（1433年—1437年在位）。生于纽伦堡，是查理四世的儿子。他是勃兰登堡选帝侯（1378年—1388年，1411年—1415年），1411年被选举为罗马人民的国王，1433年加冕为神聖羅馬皇帝，他同时还是匈牙利國王（1387年—1437年在位）和波希米亚国王（1420年—1437年在位）。他被認為受過高等教育，會講多國語言（包括匈牙利語、德語、拉丁語、法語和義大利語），並熱衷於參加馬上比武在內的騎士比賽。
他致力於終結教會大分裂，終於在1414年至1418年在德國康士坦茲召開大公會議，選出新任教宗馬丁五世，結束大分裂；但是在康斯坦茨會議期間，因為捷克（當時為波希米亞王國）神學家胡斯被處死，導致了波希米亞長達十四年的胡斯戰爭，嚴重困擾著西吉斯蒙德晚年的生命。
他因為忙於匈牙利之外的事務，長期不在匈牙利，促使貴族趁空掠奪了許多國王土地，並使王權受到很大損失；再加上他為了湊錢發動尼科波利斯戰役和胡斯戰爭，出賣國王90%以上的土地和特權，使得14世紀安茹王朝在匈牙利建立的強大王權喪失過半，連拉約什一世（1342-1382年）佔領的達爾馬提亞和東南歐控制的附庸都全部失去。

## 統治
他的能力不弱，但是統治作風很受爭議，因此有功過兩極的評價。他的核心王國──波希米亞王國與匈牙利王國，原本在他的父輩前任時極為強大，堪稱中、東歐最強的兩國，但是等到他哥哥與他即位之後，原本強盛的國家與王權快速衰落（匈牙利王室領地從全國的20%減為5%），國家權力落入大貴族手中（匈牙利貴族攫取了全國40%的土地），使他必須辛苦地與貴族鬥爭，才能逐步振作王權。

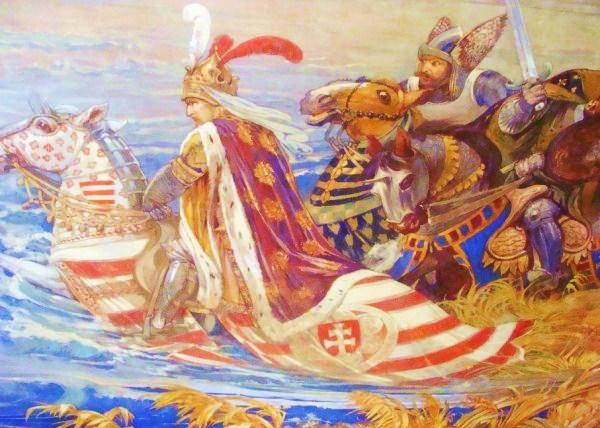
1396年尼科波利斯戰役中的西吉斯蒙德

他本人一手倡導的尼科波利斯十字軍，在1396年的尼科波利斯戰役慘敗於鄂圖曼土耳其，不但象徵鄂圖曼取代匈牙利成為東歐第一強國，更讓西吉斯蒙德在匈牙利的威信大衰，好幾個貴族巨頭要求他為戰敗負責，而將其權力剝奪（他在1401年還被貴族軟禁了幾個月）。這使他耗費十數年，才在匈牙利重建權勢。
鄂圖曼對匈牙利的威脅，因為1402年「跛子」帖木兒大勝鄂圖曼而暫時消失。1403年，西吉斯蒙德撲滅了匈牙利貴族中，支持前王之子——拉迪斯勞（那不勒斯國王）的勢力，拉迪斯勞雖然率兵登陸匈牙利西側的達爾馬提亞，以爭取匈牙利王位，但是他行動過於遲緩，西吉斯蒙德很快就鎮壓下反叛的貴族，讓拉迪斯勞悻悻而歸。這件事也成為西吉斯蒙德將王權從谷底中振作的契機（他在1404年頒布法令，大幅削弱教宗對匈牙利教會與政治的控制），等到1414年拉迪斯勞過世後，他在匈牙利的獨大也就成為無可爭議的事實。1408年，西吉斯蒙德創設龍騎士團，用以守護匈牙利王室，並和天主教之敵作戰。
1411年，西吉斯蒙德當選為罗马人的国王。1414年他在康士坦茲召開宗教大會，終於在費時數年的會議中，解決了數十年來的教會大分裂，但是會議中神學家胡斯被處死，引發了波希米亞長達十四年的胡斯戰爭。1415年，他把自身的勃蘭登堡選帝侯，封給對己有功的霍亨索倫家族，霍亨索倫在18世紀崛起為普魯士王國，並在1871年統一德國。1419年他兼任波希米亞國王，被迫經常離開匈牙利，把心神與注意力集中在處理神聖羅馬帝國與波希米亞的難題上。

西吉斯蒙德發行的金幣，右邊是他的徽章，左邊是他所塑造的國王形象——聖拉斯洛，將自己比擬為這位廣受匈牙利人喜愛的「騎士王」

因為他長期不在匈牙利國內，只能把國家大事交給他信任的幾個代理貴族處理。這樣的做法雖然勉強保住了他在匈牙利的權威與財政收入，但是代理人無法有效地解決民政問題，時常招致民怨的不滿；而他為了湊錢發動尼科波利斯戰役等外部戰爭，只能出賣國王90%以上的土地和特權。當時城市中產階級的興起，大幅增加了這樣的不滿，使得中央級的國家議會（有城市代表參予）被賦予了更多的治國權責，大貴族和巨頭的地方大權雖無法打破，但被要求向國家提供傭兵或代役金，確實地維繫了中央權力。這樣的發展，和西吉斯蒙德在政治上支持中小貴族、促進城市發展的積極政策密不可分，這可算是他最正面有效的施政成果。
他晚年的心力都消耗在平定胡斯戰爭（1420-1434年）上面。1420年，著名将军揚·傑式卡领导的农民武装，和胡斯派军队一起，在維科山戰役中击败了西吉斯蒙德。西吉斯蒙德派出了更多的十字军，但是都以失败而告终。傑式卡去世后，胡斯派分裂，其中的温和派和捷克天主教徒联合，一同支持西吉斯蒙德。在1434年的里潘尼戰役中，最激进的胡斯派最终战败，西吉斯蒙德終於成功平亂，開始在波希米亞王國進行統治（1436年正式加冕）。
但是，捷克分裂的教派勢力與自治權大增的貴族運動，使他的王權可有可無。事實證明，不管是皇帝的頭銜還是波希米亞的王位，都遠不如匈牙利王位帶給他的實質財富與權勢，這也是他積極仿效匈牙利文化和穿著（甚至留著匈牙利大鬍），以及熟練匈牙利語來爭取匈牙利民心的原因和成效。

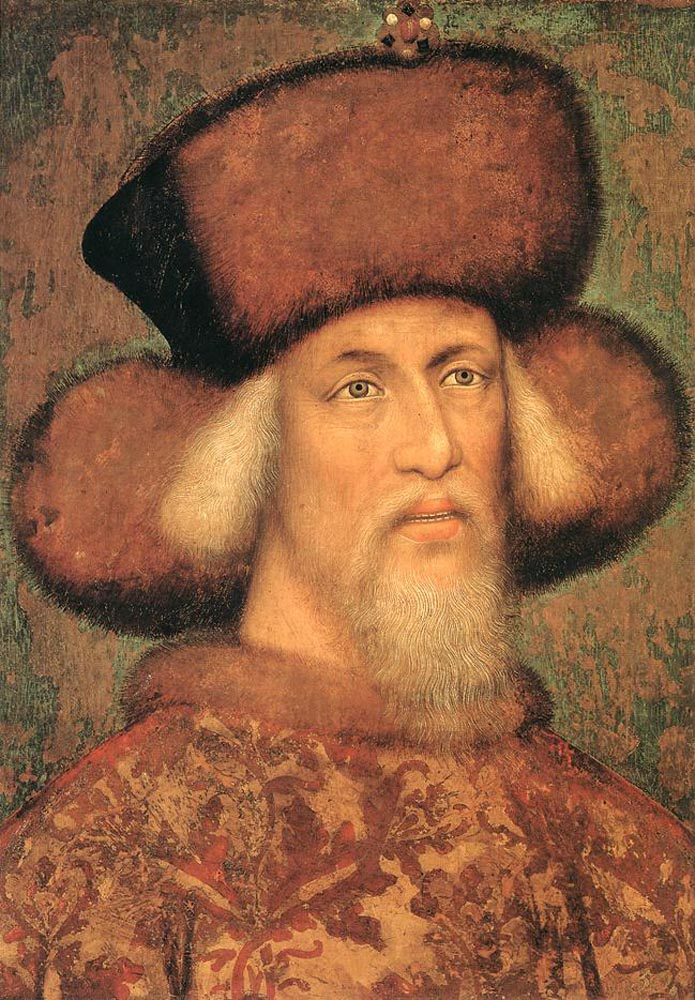
50歲上下的西吉斯蒙德，穿著匈牙利的傳統服飾，由皮薩內羅所繪

1430年代初，波希米亞的胡斯戰爭一度蔓延到匈牙利境內，他為了杜絕並鎮壓響應胡斯派的匈牙利人，以殘忍強硬的手段將反叛撲滅，惡化了自己在匈牙利苦心經營的形象。他治下的匈牙利，在經濟方面蓬勃多產，譬如他為促進城市發展而立法保護本國商人、擴大城市法庭的權力、招引外國技師、提高本國消費的產業水準，並計畫統一度量衡等等，使得行會制度普遍地在全國建立，城市的繁榮富庶及政治影響也越來越大（等級制議會的出現與掌權）。但是，佃農在這樣的經濟繁榮中卻幾無受益，生活很少改善，因此當宣揚平等與革命的胡斯運動滲入匈牙利時，終於在1437年（西吉斯蒙德於當年年底過世），於匈牙利南部和外西凡尼亞地區爆發了農民叛變與暴亂。後來是在他雇傭的德意志士兵和匈牙利貴族的積極合作之下，才在同年把叛亂給平定。
西吉斯蒙德只有伊丽莎白一个女儿。他安排王位由女婿——哈布斯堡的阿尔布雷希特二世繼承，但皇后芭芭拉不肯。1437年，西吉斯蒙德病重，阿尔布雷希特与他的宰相卡斯帕尔·施利克指控皇后图谋反对西吉斯蒙德，并很快因此将她转移到布拉迪斯拉发城堡的监狱，迫使她放弃嫁妆在内的大量财产。这也使得西吉斯蒙德临终时，皇后不在他的身旁。
顯赫一時的卢森堡王朝，就在1437年畫下句點。

## 殺妻疑雲

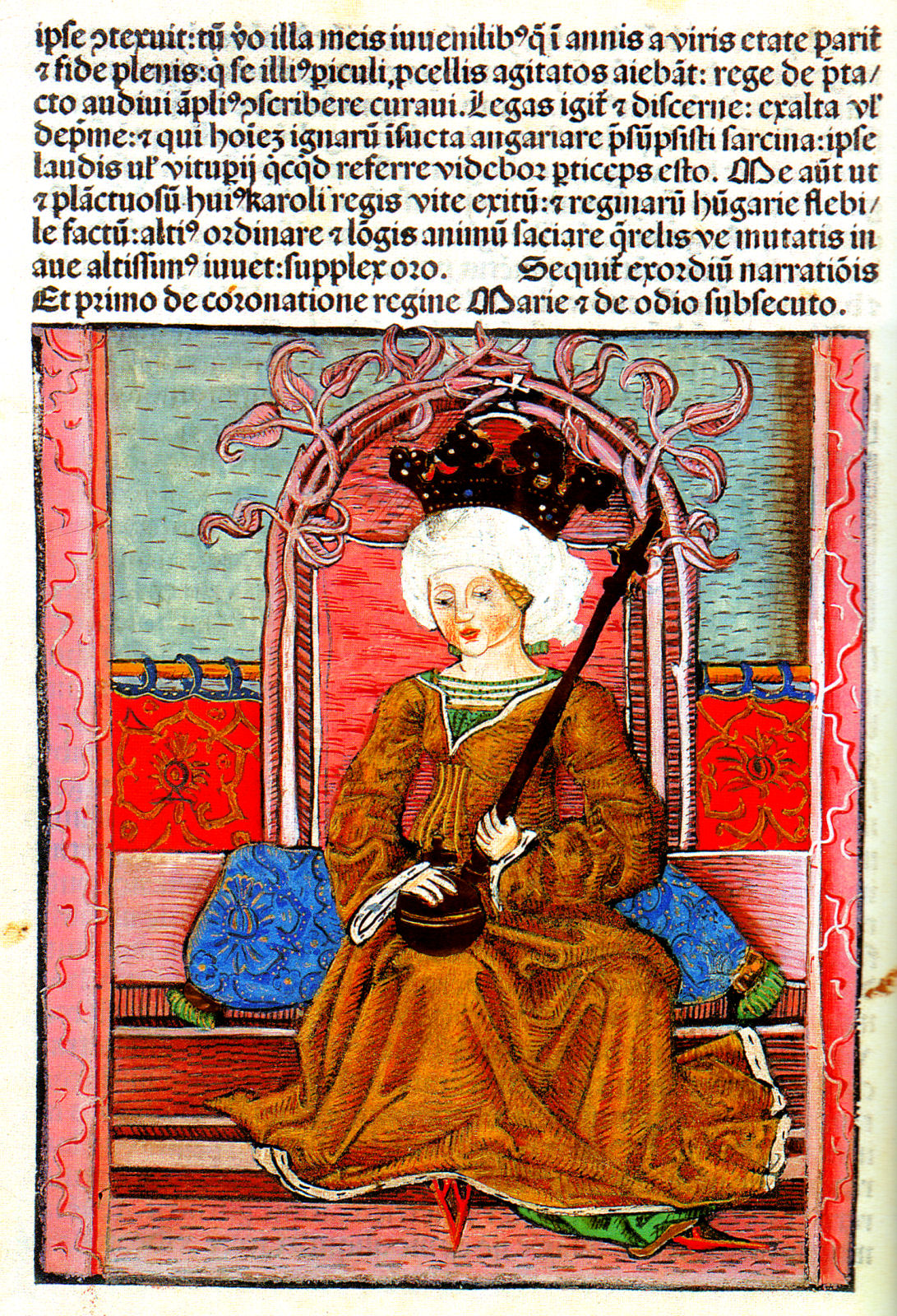
西吉斯蒙德的首任妻子——匈牙利女王瑪麗亞一世

西吉斯蒙德很早就被和匈牙利國王拉約什一世的女兒瑪麗亞訂婚，兩人在1385年結婚，他也被岳父視為繼承人。就在他結婚那年，匈牙利貴族擁立那不勒斯國王卡洛三世為王，史稱匈牙利國王查理二世，然而民間盛傳幕後的西吉斯蒙德才是掌權者。
1387年，瑪麗亞一世復位，並把西吉斯蒙德立為共治國王。八年後的1395年，瑪麗亞死於一場可疑的騎馬意外，身懷六甲的她從馬上摔下來傷重不治。當時瑪麗亞二人雖然同為匈牙利君王，但夫妻間早已貌合神離，甚至是在各自的宮廷生活，瑪麗亞也任由西吉斯蒙德掌權。也有傳聞指出，瑪麗亞腹中小孩不属于西吉斯蒙德。
妻子過世後，西吉斯蒙德成為匈牙利的唯一君王，後再娶采列的芭芭拉為妻，第二任妻子為他生下了獨生女伊麗莎白。由於瑪麗亞的近親皆無緣匈牙利王位，史家便視1387年為匈牙利盧森堡王朝。由於外曾祖父波蘭國王卡齊米日三世曾與匈牙利阿爾帕德王朝聯姻，西吉斯蒙德身為貝拉四世的七世孫，也稱得上是匈牙利王室的遠親。

## 逸事
小時候的西吉斯蒙德便以野心勃勃聞名，甚至曾因圖謀外國領土而被長輩訓斥。
在康士坦茲會議上，一位樞機更正了西吉斯蒙德發言中的文法錯誤，對此他說了一句名言：（朕是羅馬人的国王，朕高于文法）。蘇格蘭歷史學家湯瑪斯·卡萊爾戲稱西吉斯蒙德為「高于语法（super grammatica）」。